# Toplinsko zračenje
Toplinsko zračenje je elektromagnetsko zračenje svih tijela koja se nalaze na  temperaturi iznad termodinamičke temperature (0K), odnosno odzračena energija ovisi samo o temperaturi promatranog tijela i stanju njegove površine. Primjer toplinskog zračenja je infracrveno zračenje koje emitiraju obični radijator ili električni grijač. Osoba u blizini  vatre ili bilo kojeg drugog vrućeg tijela će osjetiti zračenje topline, čak i ako je okolni zrak jako hladan. Do toplinskog zračenja dolazi kada se toplina, generirana gibanjem nabijenih čestica unutar  atoma, pretvara u elektromagnetsko zračenje. Sunčevo zračenje zagrijava zemlju tijekom dana, dok noću Zemlja ponovno zrači neku toplinu natrag u svemir.
Ako je objekt crno tijelo i u termodinamičkoj je ravnoteži, zračenje se naziva zračenje crnog tijela. Odašiljana valna duljina toplinskog zračenja idealnog crnog tijela ovisi samo o temperaturi, a za realno crno tijelo u termodinamičkoj ravnoteži vrijedi  Planckov zakon.  Wienov zakon pomaka daje valnu dužinu maksimalnog intenziteta zračenja, a  Stefan-Boltzmannov zakon određuje intenzitet zračenja nekog tijela.

## Svojstva
Postoje četiri glavna svojstva koja karakteriziraju toplinsko zračenje:
- Kod toplinskog zračenja za jedinstvenu temperaturu javlja se širok spektar frekvencija. Koliki se udio svake  frekvencije odašilje određuje Planckov zakon (za idealne materijale). To pokazuju krivulje na dijagramu desno.
- Glavna frekvencija (boja) odašiljanog zračenja se povećava kao se povećava temperatura. Na primjer, užareni objekt najviše zrači na dugim valnim duljinama vidljivog spektra, zbog čega izgleda  crveno. Ako se dalje zagrijava, glavna se frekvencija pomiče do sredine vidljivog spektra, a širenjem frekvencija navedenog u prvoj točki, objekt postaje bijele boje. Tada kažemo da je objekt bijelo vruć. To je Wienov zakon pomaka. U dijagramu se vršna vrijednost za svaku od krivulja pomiče ulijevo kako temperatura raste.
- Ukupan iznos zračenja, na svim frekvencijama, jako brzo raste kako raste temperatura (raste ovisno o T 4, gdje jeT apsolutna temperatura tijela). Objekt na temperaturi kuhinjske peći (oko dva puta većoj od sobne temperature, otprilike 600 K) zrači 16 puta više  energije po jedinici  površine. Objekt na temperaturi užarene žarne niti u žaruljama sa žarnom niti (otprilike 3.000 K, ili 10 puta većoj od sobne temperature) zrači 10.000 puta više energije po jedinici površine. Ukupni intenzitet zračenja u šupljini koja sadrži crno tijelo koje je u termodinamičkoj ravnoteži, raste s četvrtom  potencijom apsolutne temperature, Stefan-Boltzmannov zakon. Na grafičkom prikazu desno, površina ispod svake krivulje raste s porastom temperature.
- Toplinsko zračenje u šupljini, koja je u termodinamičkoj ravnoteži, je izotropno i nepolarizirano.

Ta svojstva vrijede ako su promatrane udaljenosti mnogo veće od valnih duljina u spektru (oko 10 mikrometara pri 300 K). Za male udaljenosti se koriste mnogo sofisticiraniji sustavi, koji uključuju elektromagnetske valove.

### Pripadajuće boje
| °C     | Pripadajuća boja                  |
| ------ | --------------------------------- |
| 480    | zagasiti crveni sjaj              |
| 580    | tamno crvena                      |
| 730    | izrazito crvena, skoro narančasta |
| 930    | tamno narančasta                  |
| 1100   | blijedo žuto narančasta           |
| 1300   | žuto bijela                       |
| > 1400 | bijela (iz daljine žućkasta)      |

  Arhivirana inačica izvorne stranice od 21. srpnja 2011. (Wayback Machine)

## Razmjena energije
Toplinsko zračenje je važan koncept u termodinamici, jer je djelomično odgovoran za razmjenu topline među objektima. Toplija tijela zrače više topline nego ona hladnija (Ostali načini prijenosa topline su konvekcija i kondukcija.). Razmjenu energije karakteriziraju sljedeće jednadžbe:
{\displaystyle \alpha +\rho +\tau =1.\,}
{\displaystyle \alpha \,} predstavlja apsorpcijski faktor, {\displaystyle \rho \,} refleksijski faktor i {\displaystyle \tau \,} faktor propusnosti (dijatermije). Svi ovi elementi također ovise i o  valnoj duljini {\displaystyle \lambda \,}. Apsorpcijski faktor je jednak emisijskom faktoru {\displaystyle \epsilon \,}; ova relacija je još poznata i pod nazivom  Kirchhoffov zakon toplinskog zračenja. Objekt postaje crno tijelo, ako za sve njegove frekvencije vrijedi sljedeća formula:
{\displaystyle \alpha =\epsilon =1.\,}
U praksi, pri sobnoj temperaturi,  ljudi gube znatnu količinu energije zbog toplinskog zračenja. Međutim, energija izgubljena infracrvenim zračenjem ponovo se djelomično apsorbira iz topline okolnih tijela (kao što je npr. ljudsko tijelo, koje samo generira toplinu). Ljudska koža ima emisijski faktor zračenja vrlo blizu 1,0. Korištenjem dolje navedenih formula moguće je pokazati kako čovjek, s površinom kože od oko 2 četvorna metra, pri temperaturi od oko 307K (Kelvina), kontinuirano zrači 1000W (vata) topline. Međutim, ako su ljudi u zatvorenom prostoru, koji je na sobnoj temperaturi od 296 K, natrag dobe 900W topline, koje zrače vrata,  zidovi, strop i svi ostali predmeti, koji se nalaze u tom prostoru, tako da je neto gubitak topline samo oko 100W. Ove procjene prijenosa topline jako ovise o ulaznim varijablama, kao što je odjeća (smanjuje ukupnu toplinsku vodljivost, čime ujedno i smanjuje ukupni toplinski tok cjelokupnog sustava). Pomoću Stefan-Boltzmannovog zakona samo se za potpuno sive sustave mogu postići razume procjene zračenja toplinskog toka. Međutim, napraviti idealni matematički model za izračunavanje bilo kojeg realnog sustava je praktički nemoguće (zbog ogromnog broja ulaznih varijabli, odnosno nemogućnosti unošenja toplinskog zračenja svih tijela, koja se nalaze u realnom sustavu). No unatoč tome te "sive"  aproksimacije će vas dovesti jako blizu pravih rješenja, tako je većina odstupanja od Stefan-Boltzmannova rješenja jako mala (dokazano u laboratorijski kontroliranom okolišu).
Ako se čini da objekti izgledaju bijelo (reflektiraju u vidljivom spektru), nije nužno da su jednako reflektirajući (odnosno da ne odašilju) u infracrvenom području, npr. većina kućanskih radijatora je obojena bijelo, unatoč činjenici da moraju dobro zračiti toplinu. Bijele boje bazirane na akrilu i urethanu na sobnoj temperaturi zrače 93% zračenja crnog tijela (što dokazuje da "crno tijelo" nije nužno crno u vizualnom percipiranju nekog objekta). Materijali koji ne slijede definiciju: "crno tijelo = visoki apsorpcijski faktor / visoki faktor propusnosti", će vrlo vjerojatno imat dobru ovisnost apsorpcijskog faktora i faktora propusnosti, koja će stvarat vizualnu sliku ne crnog tijela, makar ono bilo vrlo blizu pravog crnog tijela.
Izračunavanje prijenosa topline zračenjem između grupe objekta, uključujući šupljine i njihovu okolinu, zahtijeva rješavanje skupa jednadžbi koristeći metodu isijavanja topline. U tim proračunima, geometrijski oblik problema je određen  skupom brojeva (emisijski faktori), koji daju omjer zračenja bilo koje površine na neku drugu. Ovi proračuni su jako važni u područjima sunčeve toplinske energije (solarna energija), dizajniranju kotlovnica i  peći, te u području  računalne grafike.

## Jednadžbe
Intenzitet zračenja crnog tijela jedne valne dužine, naziva se intenzitet monokromatskog zračenja. Razdiobu intenziteta zračenja crnog tijela po spektru valnih dužina opisuje Planckov zakon:
{\displaystyle u(\nu ,T)={\frac {2h\nu ^{3}}{c^{2}}}\cdot {\frac {1}{e^{h\nu /k_{B}T}-1}}}
ili
{\displaystyle u(\lambda ,T)={\frac {\beta }{\lambda ^{5}}}\left({\frac {1}{e^{h\nu /k_{B}T}-1}}\right)}
gdje je {\displaystyle \beta } konstanta.
Ova formula slijedi iz matematičkog izračuna spektralne distribucije energije u kvantiziranom elektromagnetskom polju koje je u potpunoj toplinskoj ravnoteži s objektom koji zrači.
Integriranjem gore navedene jednadžbe po {\displaystyle \nu } dobivamo izlaznu snagu po Stefan-Boltzmannovom zakonu:
{\displaystyle W=\sigma \cdot A\cdot T^{4}}
gdje je konstanta proporcionalnosti {\displaystyle \sigma } Stefan–Boltzmannova konstanta, a {\displaystyle A} je površinsko zračenje tijela.
Porastom temperature maksimalni intenzitet zračenja se pomiče prema manjim valnim duljinama. To je poznato kao Wienov zakon pomaka, koji daje valnu duljinu maksimalnog intenziteta zračenja:
{\displaystyle \lambda _{max}={\frac {b}{T}}}
Za površine koje nisu crna tijela, treba uzeti u obzir (općenitu frekvencijsku ovisnost) emisijski faktor {\displaystyle \epsilon (\Upsilon )}. Ovaj faktor mora biti pomnožen s formulom spektra zračenja prije integracije. Ako se uzme kao konstanta, rezultat formule za izlaznu snagu bit će zapisan na sljedeći način, tako da sadrži {\displaystyle \epsilon } kao emisijski faktor:
{\displaystyle W=\epsilon \cdot \sigma \cdot A\cdot T^{4}}
Takav teoretski model, za frekvencijski neovisno zračenje, niže od onog idealnog crnog tijela, je još poznato i kao sivo tijelo. Za frekvencijski ovisno zračenje, rješenje za izlaznu integracijsku snagu ovisi o funkcijskom obliku ovisnosti, za što ne postoji jednostavan matematički izraz. U praksi, ako je emisija tijela približno konstantna oko vrha emisije valne duljine, modeli sivog tijela uglavnom rade sasvim dobro, zbog toga što emisije valne duljine, oko vrha krivulje, imaju tendenciju dominacije nad  integralom.

### Konstante
Konstante korištene u gore navedenim jednadžbama:
| {\displaystyle h\,}       | Planckova konstanta           | 6.626 0693(11)×10-34 J· s = 4.135 667 43(35)×10-15 eV· s  |
| {\displaystyle b\,}       | Wienova konstanta pomaka      | 2.897 7685(51)×10–3 m· K                                  |
| {\displaystyle k_{B}\,}   | Boltzmannova konstanta        | 1.380 6505(24)×10−23 J·K-1]] = 8.617 343(15)×10−5 eV· K-1 |
| {\displaystyle \sigma \,} | Stefan–Boltzmannova konstanta | 5.670 400(40)×10−8 W· m-2· K-4                            |
| {\displaystyle c\,}       | Brzina svjetlosti             | 299,792,458 m/s                                           |

### Varijable
Definicije varijabli, s primjerima:
| {\displaystyle T\,} | Temperatura | Prosječna površinska temperatura na Zemlji = 288 K                  |
| {\displaystyle A\,} | Površina    | Akuboida = 2ab + 2bc + 2ac; Acilindra = 2π·r(h + r); Asfere = 4π·r2 |

## Vanjske poveznice
- Free Black Body Emission Calculator  Arhivirana inačica izvorne stranice od 23. kolovoza 2009. (Wayback Machine)
- Heat Transfer  Arhivirana inačica izvorne stranice od 12. rujna 2009. (Wayback Machine)
- Thermal Radiation  Arhivirana inačica izvorne stranice od 31. kolovoza 2009. (Wayback Machine)
- Atmospheric Radiation
- Infrared Temperature Calibration 101
- Zračenje (FSB)  Arhivirana inačica izvorne stranice od 24. ožujka 2010. (Wayback Machine)